# Stenoheriades blommersi
Stenoheriades blommersi är en biart som beskrevs av pauly, Griswold och > 2001. Stenoheriades blommersi ingår i släktet Stenoheriades och familjen buksamlarbin. Inga underarter finns listade i Catalogue of Life.